# لک، بردع
لک (به ترکی آذربایجانی: Lək) یک منطقهٔ مسکونی در جمهوری آذربایجان است که در شهرستان بردع واقع شده‌است. لک ۱٬۰۵۵ نفر جمعیت دارد.